# Jegor Popov
Jegor Popov (ur. 13 czerwca 1988 w Tallinnie) – estoński kierowca wyścigowy.

## Biografia
W 2002 roku zajął drugie miejsce w kartingowych mistrzostwach Estonii ICA Junior. W sezonie 2004 zadebiutował Reynardem 883 w Formule Baltic, zajmując siódme miejsce w klasyfikacji końcowej. Rok później rywalizował Dallarą F394. Wygrał wówczas siedem wyścigów i zdobył mistrzostwo serii. W sezonie 2006 wygrał pięciokrotnie i został sklasyfikowany na piątym miejscu. W 2007 roku startował w Fińskiej oraz Niemieckiej Formule 3. W mistrzostwach Finlandii zdobył trzy podia i 122 punkty, co dało mu piąte miejsce w klasyfikacji kierowców. W Niemczech wziął udział w dwóch wyścigach i zajął jedenaste miejsce w klasyfikacji Formel 3 Trophy.
Po zakończeniu kariery kierowcy wyścigowego prowadził firmę. Amatorsko uprawia golf.

## Wyniki
| Legenda oznaczeń w tabelach wyników Wyświetl szablon na nowej stronie | Legenda oznaczeń w tabelach wyników Wyświetl szablon na nowej stronie                                                                     |
| Oznaczenie                                                            | Wyjaśnienie |
| --------------------------------------------------------------------- | --- |
| Złoty                                                                 | Zwycięzca lub mistrzostwo |
| Srebrny                                                               | 2. miejsce lub wicemistrzostwo |
| Brązowy                                                               | 3. miejsce lub II wicemistrzostwo |
| Zielony                                                               | Ukończył, punktował (w klasyfikacji generalnej, gdy zdobył co najmniej jeden punkt na przestrzeni sezonu, poza trzema powyższymi opcjami) |
| Niebieski                                                             | Ukończył, nie punktował (w klasyfikacji generalnej, gdy nie zdobył co najmniej jednego punktu na przestrzeni sezonu)                      |
| Czerwony                                                              | Nie zakwalifikował się (NZ) |
| Czerwony                                                              | Nie prekwalifikował się (NPK) |
| Różowy                                                                | Nie ukończył (NU) |
| Różowy                                                                | Niesklasyfikowany (NS) (w klasyfikacji generalnej, gdy nie został sklasyfikowany w żadnym wyścigu sezonu)                                 |
| Czarny                                                                | Zdyskwalifikowany (DK) |
| Czarny                                                                | Wykluczony (WYK/EX) |
| Biały                                                                 | Nie wystartował (NW) |
| Biały                                                                 | Kontuzjowany (K/INJ) |
| Biały                                                                 | Wyścig odwołany (OD/C) |
| Bez koloru                                                            | Został wycofany (WYC/WD) |
| Bez koloru                                                            | Nie przybył (NP/DNA) |
| Bez koloru                                                            | Nie brał udziału w treningach (NT/DNP) |
| Bez koloru                                                            | Nie został zgłoszony (–) |
| Pogrubienie                                                           | Start z pole position |
| Kursywa                                                               | Najszybsze okrążenie wyścigu |
| †                                                                     | Nie ukończył, ale jego rezultat został zaliczony ze względu na przejechanie więcej niż 90% dystansu wyścigu.                              |
| *                                                                     | Sezon w trakcie |
| 1/2/3                                                                 | Punktowana pozycja w sprincie kwalifikacyjnym                                                                                             |
| Lista systemów punktacji Formuły 1                                    | |

### Fińska Formuła 3
| Rok  | Zespół                      | Samochód     | Silnik | Wyniki w poszczególnych eliminacjach | Wyniki w poszczególnych eliminacjach | Wyniki w poszczególnych eliminacjach | Wyniki w poszczególnych eliminacjach | Wyniki w poszczególnych eliminacjach | Wyniki w poszczególnych eliminacjach | Wyniki w poszczególnych eliminacjach | Wyniki w poszczególnych eliminacjach | Wyniki w poszczególnych eliminacjach | Wyniki w poszczególnych eliminacjach | Wyniki w poszczególnych eliminacjach | Wyniki w poszczególnych eliminacjach | Pkt. | Msc. |
| ---- | --------------------------- | ------------ | ------ | ------------------------------------ | ------------------------------------ | ------------------------------------ | ------------------------------------ | ------------------------------------ | ------------------------------------ | ------------------------------------ | ------------------------------------ | ------------------------------------ | ------------------------------------ | ------------------------------------ | ------------------------------------ | ---- | ---- |
| 2007 |                             |              |        | Finlandia                            | Finlandia                            | Estonia                              | Estonia                              | Finlandia                            | Finlandia                            | Estonia                              | Estonia                              | Finlandia                            | Finlandia                            | Finlandia                            | Finlandia                            | 122  | 5    |
| 2007 | Alan Docking Racing Finland | Dallara F304 | Opel   | 4                                    | 4                                    | 3                                    | NU                                   | 3                                    | 3                                    | 7                                    | 3                                    | 7                                    | 8                                    | NU                                   | 8                                    | 122  | 5    |

### Niemiecka Formuła 3
| Rok  | Zespół                      | Samochód     | Silnik | Wyniki w poszczególnych eliminacjach | Wyniki w poszczególnych eliminacjach | Wyniki w poszczególnych eliminacjach | Wyniki w poszczególnych eliminacjach | Wyniki w poszczególnych eliminacjach | Wyniki w poszczególnych eliminacjach | Wyniki w poszczególnych eliminacjach | Wyniki w poszczególnych eliminacjach | Wyniki w poszczególnych eliminacjach | Wyniki w poszczególnych eliminacjach | Wyniki w poszczególnych eliminacjach | Wyniki w poszczególnych eliminacjach | Wyniki w poszczególnych eliminacjach | Wyniki w poszczególnych eliminacjach | Wyniki w poszczególnych eliminacjach | Wyniki w poszczególnych eliminacjach | Wyniki w poszczególnych eliminacjach | Wyniki w poszczególnych eliminacjach | Pkt. | Msc. |
| ---- | --------------------------- | ------------ | ------ | ------------------------------------ | ------------------------------------ | ------------------------------------ | ------------------------------------ | ------------------------------------ | ------------------------------------ | ------------------------------------ | ------------------------------------ | ------------------------------------ | ------------------------------------ | ------------------------------------ | ------------------------------------ | ------------------------------------ | ------------------------------------ | ------------------------------------ | ------------------------------------ | ------------------------------------ | ------------------------------------ | ---- | ---- |
| 2007 |                             |              |        | Niemcy                               | Niemcy                               | Niemcy                               | Niemcy                               | Niemcy                               | Niemcy                               | Niemcy                               | Niemcy                               | Niemcy                               | Niemcy                               | Holandia                             | Holandia                             | Holandia                             | Holandia                             | Niemcy                               | Niemcy                               | Niemcy                               | Niemcy                               | 0    | 32   |
| 2007 | Alan Docking Racing Finland | Dallara F302 | Opel   | 17                                   | 18                                   | -                                    | -                                    | -                                    | -                                    | -                                    | -                                    | -                                    | -                                    | -                                    | -                                    | -                                    | -                                    | -                                    | -                                    | -                                    | -                                    | 0    | 32   |